# HD 178555
HD 178555，又名BD-20 5415，SAO 162260、HR 7265，是一颗恒星，视星等为6.13，位于銀經17.03，銀緯-12.8，其B1900.0坐标为赤經19h 3m 54.3s，赤緯-19° -12.8′ 41″。